# Binn
Binn (walsertyska: Bìi/Bìì) är en ort och kommun i distriktet Goms i kantonen Valais, Schweiz. Kommunen hade 123 invånare (2023).